# Ephesia eminens
Ephesia eminens är en fjärilsart som beskrevs av Otto Staudinger 1892. Ephesia eminens ingår i släktet Ephesia och familjen nattflyn. Inga underarter finns listade i Catalogue of Life.